# Olympische Sommerspiele 1984/Kanu – Einer-Kajak 1000 m (Männer)
Die Wettkämpfe im Einer-Kajak über 1000 Meter bei den Olympischen Sommerspielen 1984 wurden vom  7. bis 11. August auf dem Lake Casitas ausgetragen.
Es wurden drei Vorläufe, zwei Hoffnungsläufe, drei Halbfinals und ein Finale ausgetragen.
Olympiasieger wurde der Neuseeländer Alan Thompson.

## Ergebnisse

### Vorläufe
Die jeweils ersten drei Boote qualifizierten sich direkt für das Halbfinale, die restlichen Boote für die Hoffnungsläufe.

#### Vorlauf 1
| Rang | Athlet             | Nation     | Zeit        |
| ---- | ------------------ | ---------- | ----------- |
| 1    | Philippe Boccara   | Frankreich | 3:53,51 min |
| 2    | Karl Sundqvist     | Schweden   | 3:56,86 min |
| 3    | Vasile Dîba        | Rumänien   | 3:57,95 min |
| 4    | Antoon De Brauwer  | Belgien    | 3:59,21 min |
| 5    | Pedro Alegre       | Spanien    | 3:59,95 min |
| 6    | Alan Thomson       | Kanada     | 4:03,38 min |
| 7    | Veli-Pekka Harjola | Finnland   | 4:03,40 min |
| 8    | Tsoi Ngai Won      | Hongkong   | 4:44,09 min |

#### Vorlauf 2
| Rang | Athlet          | Nation         | Zeit        |
| ---- | --------------- | -------------- | ----------- |
| 1    | Alan Thompson   | Neuseeland     | 3:53,41 min |
| 2    | Stephen Jackson | Großbritannien | 3:55,12 min |
| 3    | Peter Genders   | Australien     | 3:58,35 min |
| 4    | Christoph Wolf  | BR Deutschland | 4:00,21 min |
| 5    | Ian Pringle     | Irland         | 4:09,21 min |
| 6    | Adogon Adogon   | Elfenbeinküste | 4:22,30 min |

#### Vorlauf 3
| Rang | Athlet          | Nation             | Zeit        |
| ---- | --------------- | ------------------ | ----------- |
| 1    | Milan Janić     | Jugoslawien        | 3:51,72 min |
| 2    | Gregory Barton  | Vereinigte Staaten | 3:52,08 min |
| 3    | Einar Rasmussen | Norwegen           | 3:57,78 min |
| 4    | Paolo Carraro   | Italien            | 4:00,21 min |
| 5    | Atilio Vásquez  | Argentinien        | 4:03,86 min |

### Hoffnungsläufe
Die jeweils ersten vier Boote qualifizierten sich für das Halbfinale.

#### Hoffnungslauf 1
| Rang | Athlet            | Nation   | Zeit        |
| ---- | ----------------- | -------- | ----------- |
| 1    | Alan Thomson      | Kanada   | 3:56,64 min |
| 2    | Paolo Carraro     | Italien  | 3:57,25 min |
| 3    | Ian Pringle       | Irland   | 4:07,34 min |
| 4    | Antoon De Brauwer | Belgien  | 4:18,60 min |
| 5    | Tsoi Ngai Won     | Hongkong | 4:35,45 min |

#### Hoffnungslauf 2
| Rang | Athlet             | Nation         | Zeit        |
| ---- | ------------------ | -------------- | ----------- |
| 1    | Christoph Wolf     | BR Deutschland | 4:03,47 min |
| 2    | Atilio Vásquez     | Argentinien    | 4:04,42 min |
| 3    | Veli-Pekka Harjola | Finnland       | 4:19,40 min |
| 4    | Pedro Alegre       | Spanien        | 4:19,48 min |
| 5    | Adogon Adogon      | Elfenbeinküste | 4:20,11 min |

### Halbfinalläufe
Die ersten drei Boote der Halbfinals erreichten das Finale.

#### Halbfinale 1
| Rang | Athleten           | Nation             | Zeit        |
| ---- | ------------------ | ------------------ | ----------- |
| 1    | Philippe Boccara   | Frankreich         | 3:52,12 min |
| 2    | Gregory Barton     | Vereinigte Staaten | 3:54,18 min |
| 3    | Peter Genders      | Australien         | 3:56,09 min |
| 4    | Antoon De Brauwer  | Belgien            | 3:57,84 min |
| 5    | Alan Thomson       | Kanada             | 3:58,41 min |
| 6    | Veli-Pekka Harjola | Finnland           | 4:02,70 min |

#### Halbfinale 2
| Rang | Athleten        | Nation      | Zeit        |
| ---- | --------------- | ----------- | ----------- |
| 1    | Alan Thompson   | Neuseeland  | 3:58,90 min |
| 2    | Karl Sundqvist  | Schweden    | 4:01,01 min |
| 3    | Pedro Alegre    | Spanien     | 4:02,40 min |
| 4    | Paolo Carraro   | Italien     | 4:03,84 min |
| 5    | Atilio Vásquez  | Argentinien | 4:07,15 min |
| 6    | Einar Rasmussen | Norwegen    | 4:09,77 min |

#### Halbfinale 3
| Rang | Athleten        | Nation         | Zeit        |
| ---- | --------------- | -------------- | ----------- |
| 1    | Stephen Jackson | Großbritannien | 3:56,57 min |
| 2    | Milan Janić     | Jugoslawien    | 3:58,43 min |
| 3    | Vasile Dîba     | Rumänien       | 3:59,40 min |
| 4    | Christoph Wolf  | BR Deutschland | 4:00,33 min |
| 5    | Ian Pringle     | Irland         | 4:02,81 min |

### Finale
| Rang | Athlet           | Nation             | Zeit        |
| ---- | ---------------- | ------------------ | ----------- |
| 1    | Alan Thompson    | Neuseeland         | 3:45,73 min |
| 2    | Milan Janić      | Jugoslawien        | 3:46,88 min |
| 3    | Gregory Barton   | Vereinigte Staaten | 3:47,38 min |
| 4    | Karl Sundqvist   | Schweden           | 3:48,69 min |
| 5    | Peter Genders    | Australien         | 3:49,11 min |
| 6    | Philippe Boccara | Frankreich         | 3:49,38 min |
| 7    | Vasile Dîba      | Rumänien           | 3:51,61 min |
| 8    | Stephen Jackson  | Großbritannien     | 3:52,25 min |
| 9    | Pedro Alegre     | Spanien            | 3:53,20 min |

## Weblink
- Ergebnisse